# Newton Stewart
Newton Stewart är en ort i Storbritannien.   Den ligger i kommunen Dumfries and Galloway och riksdelen Skottland, i den centrala delen av landet, 500 km nordväst om huvudstaden London. Newton Stewart ligger 17 meter över havet och antalet invånare är 3 548.
Terrängen runt Newton Stewart är platt åt sydväst, men åt nordost är den kuperad.Runt Newton Stewart är det glesbefolkat, med 9 invånare per kvadratkilometer. Newton Stewart är det största samhället i trakten. Trakten runt Newton Stewart består i huvudsak av gräsmarker.